# Memorandos sobre tortura
La expresión memorandos sobre tortura se aplicó originalmente a un conjunto de memorandos de carácter legal, redactados por John Yoo, entonces fiscal general adjunto de los Estados Unidos y firmados en agosto de 2002 por el asistente fiscal general Jay Bybee, titular de la Oficina de Asesoría Legal del Departamento de Justicia de los Estados Unidos. Mediante estos 'memos', se aconsejaba a la Agencia Central de Inteligencia, al Departamento de Defensa de Estados Unidos y al presidente en el uso de técnicas de interrogatorio mejoradas: tormento y coacción mental y físico, como la prolongada privación del sueño, la permanencia en posición incómoda, y el submarino. Además, se afirmaba que este tipo de actos, ampliamente considerado como tortura, pueden ser legalmente permisibles bajo una interpretación amplia de la autoridad presidencial durante la "Guerra contra el Terrorismo".
Después del escándalo por la Tortura y abuso de prisioneros en Abu Ghraib en Irak, en junio de 2004 uno de los memos se filtró a la prensa. Jack Goldsmith, entonces jefe de la Oficina de Asesoría Legal, ya había retirado las notas de Yoo y aconsejó a las agencias no basarse en ellas. Después de que Goldsmith fuera obligado a renunciar debido a sus objeciones, el fiscal general John Ashcroft emitió una opinión de un párrafo, autorizando nuevamente el uso de la tortura. Luego, en diciembre de 2004, otro jefe de la Oficina de Asesoría Legal reafirmó las opiniones legales originales.
En mayo de 2005 la CIA pidió nuevas opiniones legales sobre las técnicas de interrogatorio que estaba usando. Durante ese mes, la Oficina de Asesoría Legal emitió tres memorandos, con la firma de Steven G. Bradbury, afirmando la legalidad de las técnicas autorizadas, en tanto los agentes se mantuvieran dentro de ciertos límites. Además de estos memorandos emitidos por la Oficina de Asesoría Legal de las agencias ejecutivas, se redactaron varios memorandos internos relacionados con el uso de la tortura en los interrogatorios de los detenidos; por ejemplo, en los años 2002 y 2003, Donald Rumsfeld, entonces secretario de Defensa, firmó varios memorandos autorizando "planes especiales de interrogatorio" que se aplicarían a detenidos específicos retenidos en la bahía de Guantánamo, en un intento de obtener más información.
Todos estos memorandos han sido el centro de una controversia considerable sobre el poder ejecutivo, las prácticas de gobierno y el tratamiento de los detenidos durante la presidencia de George W. Bush. El presidente Barack Obama expresó su repudio el 22 de enero de 2009, poco después de que asumiera la presidencia.

## Los memorandos sobre tortura
La expresión "memos sobre tortura" fue utilizada originalmente como referencia a tres documentos preparados por la Oficina de Asesoría Legal (OLC por sus siglas en inglés) del Departamento de Justicia de los Estados Unidos y fechados en agosto de 2002: 
- Normas de conducta para interrogatorios 18 USC secciones 2340-2340A
- Interrogatorio de Al Qaeda
- Carta de John Yoo a Alberto Gonzales (sin título)

Los dos primeros fueron elaborados por Jay Bybee, entonces asistente directo del fiscal general.
A partir de la revelación inicial de estos documentos, han sido divulgadas otras comunicaciones relativas a la utilización de tortura para coaccionar o intimidar detenidos durante la administración de George W. Bush. Entre estas comunicaciones se incluye un memorando interno del Departamento de Defensa, fechado el 2 de diciembre de 2002 firmado por Donald Rumsfeld, entonces Secretario de Defensa, mediante el cual se autorizan 17 técnicas en un llamado “Plan especial de interrogación”, que serían aplicadas al detenido Mohammed al-Qahtani; una opinión legal fechada el 13 de marzo de 2003 redactada por John Yoo desde la Oficina del Asesor Jurídico, Departamento de Justicia y emitida al Consejo General de Defensa, siete días antes de que los EE. UU. comenzaran la invasión de Irak, concluyendo que las leyes federales relacionadas con el uso de la tortura y otros abusos no se aplicaban a los agentes que interrogaran a extranjeros en el exterior y otros memorandos internos del Departamento de Defensa que autorizaban técnicas particulares para interrogatorios militares específicos de ciertos detenidos individuales.
En el año 2005, Alberto Gonzales manifestó ante el Congreso, que la CIA pidió un dictamen legal luego de haber capturado en 2002 a Abu Zubaydah, quien se suponía que era una figura significativa de Al Qaeda que podría proporcionar información importante para los esfuerzos de Estados Unidos en limitar y prevenir el terrorismo. Existía una cierta ansiedad por obtener la mayor información de Zubaydah lo más rápido posible. Las preguntas formuladas por los oficiales de la CIA sobre cuales tácticas podrían ser utilizadas en el detenido, habrían impulsado a escribir el memo sobre la tortura, lo que se refleja en el lenguaje empleado; "Usted ha pedido este consejo en el curso de la realización de interrogatorios de Abu Zubaydah." El autor de la nota, John Yoo, reconoció que el memorando autorizaba las "técnicas de interrogatorio mejoradas" utilizadas por la CIA en el interrogatorio de Zubaydah. Yoo dijo en una entrevista en 2007, "había una urgencia para decidir de modo que la información valiosa podría ser adquirida de Abu Zubaydah, antes de que pudieran producirse nuevos ataques."

### Normas de conducta para interrogatorios 18 USC secciones 2340-2340A
Jay Bybee, entonces fiscal general asistente y jefe de la Oficina de Asesoría Legal, dirigió un memorando a Alberto Gonzales, entonces asesor del presidente, fechado el 1 de agosto de 2002, titulado "Normas de Conducta para la interrogación bajo 18 U.S.C. 2340-2340A". Bybee estaba respondiendo a la solicitud del presidente, de un dictamen jurídico sobre la Convención de la ONU contra la Tortura y la norma 18 USC sección 2340 y el interrogatorio de agentes de Al Qaeda.
Este es el principal "memorando sobre tortura", que define la interpretación del Departamento de Justicia acerca de la tortura. Es invocado en gran medida en posteriores "memos sobre tortura". En él se discute en detalle el texto de la ley sobre tortura (18 USC 2340-2340A) a fin de obtener su definición de la tortura, se afirma que el tratamiento "cruel, inhumano o degradante" no es tortura de acuerdo con ese estatuto; y examina "posibles defensas que invalidarían cualquier demanda [basada en el argumento de] que ciertos métodos de interrogatorio violan la ley". Se llega a la conclusión de que 'tortura' es únicamente: actos extremos de acuerdo a la Convención contra la Tortura; que el dolor grave (un requisito para esta definición de la tortura) es "lesión física grave, equivalente a la falla de un órgano, deterioro de la función corporal o incluso la muerte"; que el daño mental prolongado es un daño que debe durar "meses o incluso años"; que "el enjuiciamiento bajo la Sección 2340A puede ser excluido, debido a la aplicación de la norma representaría una violación inconstitucional de la autoridad del presidente para conducir la guerra"; y que "en las actuales circunstancias, la necesidad o la legítima defensa pueden justificar métodos de interrogatorio que podrían violar la Sección 2340A."

#### Parte I
La primera parte, en la que se examina el texto y la historia del estatuto de tortura de Estados Unidos (18 USC 2340-2340A), se orienta principalmente a la interpretación que efectúa Bybee sobre la definición de tortura, incluyendo la definición de dolor severo físico y mental o sufrimiento.
En la primera sección, el memorando establece que el estatuto requiere intención específica (la Convención sólo requiere intención general, pero la expresión "intención específica" se encuentra en la reserva hecha por Estados Unidos en su ratificación), y al citar jurisprudencia precedente afirma que la expresión “intención específica” significa que "la imposición del dolor [grave] debe ser el objetivo preciso del demandado" y recuerda al lector que la expresión "intención general" sólo requiere acciones que tendrían un resultado que razonablemente haría probable la violación del estatuto. El artículo llega a la conclusión de que, "incluso si el acusado sabe que el dolor severo será el resultado de sus acciones, si causar tal daño no es su objetivo, no se cumple el requisito de intención específica". Sugiere que un jurado probablemente actuaría en contra de la ley (más allá de malentendidos) si buscara la culpabilidad de tal individuo.
En la segunda sección, el memorando admite la dificultad de encontrar una definición clara de las expresiones "graves dolores o sufrimientos", condición requerida por el estatuto de tortura (que también es requerida por la Convención de las Naciones Unidas). Después de examinar la definición que figura en varios diccionarios, concluye que "dolor" es sinónimo de "sufrimiento" ("es difícil concebir un tal sufrimiento que no implique dolor físico severo") y, al seleccionar entre las muchas definiciones, el memo propone que el dolor intenso debe ser aquel que resulte difícil de soportar (algunas definiciones citadas en la nota definen el dolor intenso como "infligir malestar").
En la búsqueda de una referencia al término en otras normas y leyes estadounidenses, cita una ley de salud que incluye la definición de "situación de emergencia", pero solo menciona "dolor severo" de manera lateral. Ese inciso legal, 8 USC sección 1395w-22 (d) (3) (B), define una situación de emergencia como una condición que "se manifiesta con síntomas agudos de suficiente gravedad (incluyendo dolor severo) de modo que … razonablemente [se] podría esperar que la ausencia de inmediata atención médica podría dar lugar a que … la salud del individuo [estuviera] ... en serio peligro, deterioro grave de las funciones corporales o disfunción grave de cualquier órgano o parte del cuerpo".
El memorándum concluye con una definición estrecha de la tortura, que su "dolor severo" debe "necesariamente" ser equivalente al dolor asociado con la "muerte, insuficiencia de órganos, o grave deterioro de las funciones corporales". Asimismo, señala que la ley exige que "daño mental prolongado" acompañando el dolor mental o físico, y que "prolongado" significa una duración de meses o años.

#### Parte II
El memorando analiza la Convención Contra la Tortura (que llama la "Convención de Tortura") y llega a la conclusión de que la Convención establece una distinción entre tortura y "trato cruel, inhumano o degradante" y que, por tanto, la tortura es "sólo los actos más extremos", según la conclusión del memorando, lo cual, junto con las reservas de los Estados Unidos en la ratificación, confirma la interpretación de tortura que se encuentra en la Parte I. 
Llega a la conclusión de que la tortura no incluye "otros actos que constituyan tratos o penas crueles, inhumanos o degradantes", ya que estas expresiones se encuentran en un artículo diferente de aquel que establece la definición de tortura y porque parece que la convención no pretende criminalizar tales acciones, sino en cambio desalentarlas. La nota examina la historia de la ratificación y cita la jurisprudencia de Estados Unidos afirmando que la interpretación del tratado efectuada por la rama ejecutiva "es que se debe conceder el mayor peso a la determinación de la intención y el significado de un tratado".  El memorando encuentra en el registro del Congreso que el gobierno de Reagan comprendió la tortura como "el punto extremo de los tratos crueles, inhumanos o degradantes", y que los tratos o penas que no son tortura, son "tratamiento o castigo cruel, inusual e inhumano prohibido por la Quinta, Octava y/o Decimocuarta Enmiendas a la Constitución de los Estados Unidos".
La comprensión de la administración de George W. Bush, que ratificó la Convención, fue distinta a la de la administración Reagan. Fracasó en promover que la tortura sea comprendida únicamente como el comportamiento "extremadamente cruel" que resulta en dolor "insoportable y agonizante", y en su lugar, presentó una reserva que citó el texto del estatuto de tortura de Estados Unidos. El memorando establece que, sobre la base de las conclusiones alcanzadas en la primera parte, "había poca diferencia entre estos dos entendimientos y ... la definición adicional de dolor o sufrimiento mental, buscó simplemente quitar[sic] la vaguedad creada por el concepto de dolor mental angustioso y terrible". La nota cita a un asesor jurídico del Departamento de Estado, quien afirmó que "no hay un estándar más alto en el entendimiento de la administración Reagan, que el que estaba presente en la Convención o en el entendimiento de Bush".
El memo examina la historia de la negociación de la Convención y encuentra que los EE. UU. propusieron originalmente los términos "dolor o sufrimiento muy severo" y que el Reino Unido propuso los términos "dolor o sufrimiento extremo en lugar de ... dolores o sufrimientos graves" , y afirma que "en última instancia, en la elección de la expresión 'dolor severo'... ", las partes llegaron a la conclusión de que esta frase "suficientemente ... transmitió la idea de que sólo los actos de cierta gravedad deberán constituir tortura ... ", en lugar de todos los actos que son inhumanos y degradantes. Se concluye que la "historia de la ratificación y la historia de la negociación [de la Convención] confirman que la Sección 2340A alcanza sólo a los actos más atroces” y por lo tanto esto confirma la definición de la tortura dada en la primera parte, segunda sección de este memo.

#### Parte III
La tercera parte resume diversas técnicas incluidas en el cuerpo de la jurisprudencia, utilizadas para delinear el tipo de conducta que los tribunales han calificado anteriormente como tortura. El memo señala que del análisis de los casos surge que "los tribunales tienden a adoptar un enfoque abarcador, que considera el conjunto de las circunstancias y visualizan todo un curso de conducta, para determinar si ciertos actos violan la Sección 2340A." Después de revisar una serie de casos relacionados con la tortura en los EE. UU., en los que las víctimas fueron sometidas a palizas, quemaduras, descargas eléctricas y la amenaza de tales acciones, afirma que, "creemos que las técnicas de interrogatorio tendrían que ser similares a estas en su carácter extremo y en el tipo de daño causado al violar la ley". Analiza un caso en el cual un tribunal federal establece que un incidente aislado, como un solo golpe en el estómago, es suficiente por sí solo para ser tortura, pero el memo afirma que esto es un error, ya que "un solo golpe no alcanza el nivel requerido de gravedad [para constituir tortura]". Más adelante dice que esta conclusión está "basada en nuestra interpretación de la ley penal" que se encuentra en la sección segunda de la Parte I de este mismo memo. Aunque el memo establece que en ninguna parte de la jurisprudencia se puede encontrar una clara interpretación o bien la definición exacta de tortura, debido a que los casos estudiados siempre involucraban acciones extremas, llega a la conclusión de que esta condición de severidad confirma la definición que el memo establece para la tortura.

#### Parte IV
La cuarta parte del memorando examina la jurisprudencia internacional y llega a la conclusión de que, si bien existen muchos métodos que pueden resultar tratamiento cruel, inhumano y degradante, “no producen dolor o sufrimiento en la intensidad necesaria para llegar a la definición de tortura”. Analiza dos casos:
- Un caso en el Tribunal Europeo de Derechos Humanos, que encontró que el 'wall standing,,[15] el uso de capuchas, el sometimiento a ruido, la privación del sueño y la privación de alimentos y bebidas, utilizadas en forma combinada durante un largo período de tiempo, entraban en la categoría de trato inhumano, pero no tortura, ya que "no ocasionan un sufrimiento de la particular intensidad y crueldad, implicadas en la palabra tortura."
- Un caso de la Corte Suprema de Israel que no menciona en absoluto la tortura, pero solo menciona trato cruel e inhumano, lo cual, establece el memorando, es la evidencia de que las acciones abordadas por dicho tribunal no eran tortura.

#### Parte V
La quinta parte del memo analiza la ley constitucional, estudiando si la ley aprobada por el Congreso infringe los poderes del presidente para llevar adelante la guerra y llega a la conclusión de que es inconstitucional la norma emitida por el Congreso. Establece específicamente que la nación estaba "en medio de una guerra en la cual la nación [había] ya sufrido un ataque directo", y que poner límites a los interrogatorios era invadir la capacidad del presidente de evitar ataques futuros. El memorando resume la amenaza terrorista de Al Qaeda, incluyendo los ataques del 11 de septiembre de 2001, y afirma que el interrogatorio efectuado a agentes de Al Qaeda permitió detener el ataque planeado por José Padilla.
Proporciona jurisprudencia que apoya su posición en cuanto a las facultades del Poder Ejecutivo para llevar a cabo la guerra.

#### Parte VI
La sexta parte del memo se titula "Defensas" y llega a la conclusión de que "en las actuales circunstancias, la necesidad o la legítima defensa pueden justificar métodos de interrogatorio que pudieran violar la Sección 2340A." Esto se proporciona como un argumento a prueba de fallos, ya que el autor considera que, de acuerdo con su punto de vista detallado en la quinta parte del memorando, el enjuiciamiento probablemente sería imposible.

#### Conclusión
En la sección de conclusión del memorando, Bybee resume lo que considera como las conclusiones más importantes del memorando, es decir, la definición de la tortura, la posible inconstitucionalidad de la ley de tortura cuando se aplica a las decisiones del presidente y la justificación legal dada por la necesidad o la autodefensa de los actos que en otro contexto podrían ser calificados como tortura.

### Interrogatorio de Al Qaeda
Jay Bybee dirigió un memorando a John A. Rizzo, entonces en la función de asesor general de la CIA, fechado el 1 de agosto de 2002, en respuesta a la solicitud de la CIA de un dictamen jurídico sobre la norma 18 USC sección 2340 (estatuto tortura) en su aplicación al interrogatorio de Abu Zubaydah. Hubo mucha oposición administrativa a la liberación de este memorando al conocimiento público. La primera versión publicada estaba casi completamente censurada.
En él se resumen los hechos relacionados con Abu Zubaydah y su resistencia a los interrogatorios, según la información aportada por la CIA. Se sintetizan los diversos métodos de coerción física y psicológica que la CIA podría utilizar contra Zubaydah. Se analizan los antecedentes de Zubaydah y los posibles efectos mentales de tal abuso, los antecedentes del consultante y los detalles de las acciones coercitivas propuestas. A continuación, se cotejan las disposiciones de la ley la tortura de Estados Unidos (18 USC sección 2340-2340A) con cada una de estas acciones propuestas. Se llega a la conclusión de que ninguno de los métodos propuestos, por separado o de forma simultánea, con cualquier duración, sería considerado tortura conforme a la ley.

#### Parte I
La primera parte expresa que el asesoramiento proporcionado en este memorándum se aplica únicamente a los hechos presentes relativos a Abu Zubaydah y que las conclusiones del memorando pueden cambiar en el caso de considerar hechos diferentes. Estos hechos, según el memorando secreto, son que Abu Zubaydah estaba detenido por los Estados Unidos y que "el equipo de interrogación tiene certeza de que él [Zubaydah] tiene más información que se niega a divulgar" respecto a los grupos terroristas en los EE. UU. o en Arabia Saudí, que estarían planeando ataques en los EE. UU. o en el extranjero. No aporta ningún detalle ni señala cuales son los elementos que hacen que esta afirmación sea verdadera. El memorándum afirma que, al parecer, el sospechoso se ha acostumbrado a sus técnicas de interrogatorio y se refiere a la amenaza de un posible ataque a los Estados Unidos por parte de individuos desconocidos. Sin más análisis, el resumen de los hechos llega a la conclusión de que el destinatario del memo creerá que el "alto nivel de amenaza ... existe ahora" y este es el motivo para buscar asesoramiento sobre otras técnicas. Continuando con el resumen de los hechos, el memorando sintetiza las características que deben reunir los profesionales presentes en las técnicas de interrogatorio propuestas y resume los métodos coercitivos. Se establece que el propósito de estos métodos será  "convencer a Zubaydah de que la única forma en que puede influir en el entorno que lo rodea, es a través de la cooperación". El memorando describe en detalle cada una de las técnicas propuestas tal como son usadas en general, incluyendo, “captar la atención”, “amurar”, “retención facial”, bofetadas, confinamiento estrecho (grande y pequeño, con o sin presencia de insectos), posiciones incómodas, privación del sueño y “submarino”. Aclara que un médico experto estará siempre presente "para evitar daños graves físicos o mentales" 

#### Parte II
La segunda parte de este memorando desarrolla en gran detalle cómo las técnicas descritas en la primera parte se aplicarán en caso de Abu Zubaydah. En esta parte se describen las prácticas de la CIA y recuerda cómo se aplican esas prácticas "para asegurar que ningún daño mental prolongado sería el resultado de la utilización de estos procedimientos propuestos". Esta sección revisa cómo la aplicación de estas técnicas nunca produjo como resultado ningún daño apreciable en el personal militar y que estas técnicas tienen la aprobación de expertos médicos del gobierno que poseen entrenamiento en aplicar y contrarrestar estas técnicas. Resume el perfil psicológico proporcionado de Abu Zubaydah, incluyendo su participación en actividades terroristas de alto nivel con Al Qaeda y sus antecedentes en la formación de agentes en técnicas de resistencia a interrogatorios, así como su pensamiento radical, como el hecho de que él "ha declarado en entrevistas que piensa que cualquier actividad fuera de la yihad es tonta". En esta sección se afirma que después de una investigación sustancial de los antecedentes y el comportamiento del individuo, sumado al análisis de otras fuentes de información, los interrogadores han llegado a la conclusión de que no sufre de ningún trastorno psicológico o perturbación. Esta sección concluye haciendo hincapié en el valor potencial de la información que podría proporcionar Abu Zubaydah, como así también en su probable fuerte capacidad para resistir técnicas estándar de interrogatorio.

#### Parte III
En esta sección se presenta un análisis jurídico de la ley de Estados Unidos contra la tortura (18 U.S.C. sección 2340-2340A) y la aplicación de cada una de las técnicas propuestas en esta situación particular. Después de resumir la ley, analiza los elementos del delito de tortura (infligir dolor o sufrimiento grave), y la intención específica (o criminal) requerida por la ley para que la acción constituya delito.

### Carta de John Yoo a Alberto Gonzales
John Yoo, entonces Secretario de Justicia Auxiliar Adjunto en la Oficina de Asesoría Legal, dirigió un memorando a Alberto Gonzales, entonces el asesor del presidente, fechado el 1 de agosto de 2002, en respuesta a la solicitud de Gonzales de una opinión jurídica que respondiera si los métodos de interrogatorio utilizados sobre agentes de Al Qaeda estaban en violación de la Convención contra la Tortura de la ONU, y si tales acciones podrían ser la base para la acusación en el Corte Penal Internacional. La carta tiene por objeto complementar el memorando enviado por Jay Bybee a Gonzales el mismo día, al que ocasionalmente se refiere. La carta concluye que la interpretación del Departamento de Justicia de la norma 18 USC s. 2340, no entra en conflicto con la Convención debido a que Estados Unidos dejó registradas sus reservas al ratificar esta última. Asimismo, concluye que "las medidas tomadas como parte del interrogatorio ... no caen dentro de la jurisdicción de la Corte Penal Internacional, aunque sería imposible controlar la actuación de un fiscal o un juez pícaros." La carta explica la interpretación de las secciones 2340-2340A que hace el Departamento de Justicia, su interpretación de la Convención contra la tortura tal como se aplica a los Estados Unidos y el estado de las reservas estadounidenses, y explica su posición sobre la posibilidad de enjuiciamiento por parte de la Corte Penal Internacional.

#### Parte I
En la explicación de la definición de tortura de acuerdo con la norma 18 U.S.C. sección 2340, se hace hincapié en la necesidad de que el dolor sea severo, aunque no intenta definir qué significa "dolores o sufrimientos graves". También hace hincapié que el individuo que inflige tal dolor, debe tener "intención de infligir dolor o sufrimientos graves". La carta explica la definición que la sección 2340 hace de "dolor mental o sufrimientos graves" y recuerda a Alberto Gonzales la necesidad de "daño mental prolongado".

#### Parte II
El memorando cita la definición de tortura que establece la Convención contra la Tortura y la compara con la definición establecida por la ley estadounidense, y analiza el efecto de la reserva de los EE. UU. en su ratificación de la Convención. Esa reserva se refiere básicamente al contenido del Artículo primero de la Convención, en el cual se define la tortura. La reserva establece también que los EE.UU. se niegan a aceptar la jurisdicción de la Corte Internacional de Justicia en cuanto a la conformidad con la Convención. La nota apunta que en la reserva, los EE. UU. agregó la expresión "intención específica" (en contraposición a la "intención general" en la Convención), y explica lo que se entiende por el dolor mental o sufrimiento (tal como establece la ley estadounidense). Al comentar sobre la especificidad de la reserva y la ley acerca del dolor o sufrimiento mental, la nota dice: "este entendimiento aseguró que la tortura mental, se elevaría a una gravedad comparable a la requerida en el contexto de la tortura física." La nota explica la legislación del tratado, que establece que los EE. UU. sólo está obligado por el tratado considerando las modificaciones establecidas por la reserva, y señala que los términos de la reserva son "casi idénticos" a los de la ley 18 U.S.C. s. 2340. Por lo tanto, afirma, si la conducta de interrogación no viola la ley estadounidense, tampoco violaría las obligaciones de Estados Unidos en virtud del Convenio. Si bien la carta afirma que hay poca diferencia sustantiva entre la definición de la tortura en el texto de la ley (o reserva) y en la Convención, la mayoría del material en esta parte del memorando está dedicada a explicar por qué la reserva a la Convención es válida y no puede ser revocada. El memorando cierra esta sección recordando a Alberto Gonzales la negativa de los EE. UU. a aceptar la jurisdicción de la Corte Penal Internacional, y que, "aunque la Convención crea un comité para vigilar el cumplimiento, [el comité] sólo puede realizar estudios y no tiene facultades de aplicación".

#### Parte III
Al discutir el posible enjuiciamiento por parte de la Corte Penal Internacional, la nota afirma que EE. UU. no ratificó el tratado que daría competencia a dicha jurisdicción (el Estatuto de Roma), e incluso si la Corte Penal Internacional reclamara jurisdicción, el "interrogatorio de un agente de Al Qaeda no podría constituir un delito en virtud del Estatuto de Roma", ya que no implicaría el "ataque generalizado y sistemático contra una población civil" y no sería un crimen de guerra. Yoo escribe que, en su opinión, "la campaña de Estados Unidos contra Al Qaeda es un ataque a una organización terrorista no estatal, no a una población civil". También reitera "la afirmación" del presidente W. Bush de que "ni los miembros de la red terrorista Al Qaeda, ni los soldados talibanes tenían derecho a la condición jurídica de prisioneros de guerra según la Convención de Ginebra," y por lo tanto, los métodos planificados de interrogatorio no constituirían una violación a la Convención de Ginebra, o un crimen de guerra. Tal interpretación de la Convención de Ginebra estaba de acuerdo con las notas de Yoo y de los funcionarios políticos del Departamento de Justicia enviadas al presidente y al Departamento de Defensa, a pesar de las objeciones de los abogados y el Secretario del Departamento de Estado a esta interpretación. Esta posición quedó manifestada en varias comunicaciones, entre ellas las fechadas el 9 de enero del 2002, el 22 de enero de 2002, el 1 de febrero de 2002 y nuevamente el 7 de febrero de 2002.

#### Conclusión
Yoo concluye la carta afirmando: "Es posible que un funcionario de la Corte Penal Internacional podría ignorar las claras limitaciones impuestas por el Estatuto de Roma, o, por lo menos estar en desacuerdo con la interpretación que hace el Presidente de [lo establecido en la Convención de Ginebra]. Por supuesto, el problema del "pícaro fiscal” no se limita a las preguntas sobre los interrogatorios de miembros de Al Qaeda, sino que es un riesgo potencial para cualquier número de acciones que se han llevado a cabo durante la campaña de Afganistán ... no podemos predecir las acciones políticas de las instituciones internacionales".

### Memo de John Yoo al Departamento de Defensa del 14 de marzo de 2003: Métodos de interrogatorio en el extranjero
Luego de la confirmación del nombramiento de Bybee como juez federal el 13 de marzo, John Yoo fue el máximo responsable en funciones de la Oficina del Asesor Jurídico. Escribió un memorando al Departamento de Defensa el 14 de marzo de 2003, concluyendo que "las leyes federales contra la tortura, el asalto y la mutilación no se aplicarían a los interrogatorios en el extranjero de sospechosos de terrorismo". Esto sucedió cinco días antes del inicio de la guerra de Irak. La opinión legal había sido solicitada por William J. Haynes, entonces Asesor Jurídico del Departamento de Defensa. Yoo actuó como responsable máximo de la Oficina del Asesor Jurídico durante varios meses antes de que Jack Goldsmith fuera designado para ocupar esa posición. En 2008, los líderes de los comités de Inteligencia y de Servicios Armados del Senado concluyeron que la nota fue utilizada por el Departamento de Defensa para "justificar prácticas severas de interrogatorio sobre sospechosos de terrorismo en Guantánamo" y la tortura y el abuso de prisioneros en Abu Ghraib.

## Retiro de los memorandos sobre tortura ordenada por Jack Goldsmith - Oficina de Asesoría Legal
Luego de la renuncia de Bybee al Departamento de Justicia en marzo de 2003 para asumir una judicatura federal en Nevada, el fiscal general John Ashcroft vetó la elección de John Yoo, quien la Casa Blanca había definido como su sucesor. Yoo fue jefe interino de la Oficina de Asesoría Legal durante varios meses.
Jack Goldsmith fue nombrado sucesor de Bybee como jefe de la Oficina de Asesoría Legal y asumió el cargo en octubre de 2003. Profesor de la Escuela de leyes de la Universidad de Chicago Law School antes de ingresar en la administración pública, Goldsmith había sido previamente asesor jurídico de William J . Haynes, Consejero Jurídico General del Departamento de Defensa.
El escándalo de la Tortura y abuso de prisioneros en Abu Ghraib irrumpió en las noticias en los primeros meses de 2004, y en junio de 2004 el memorando Bybee se filtró a la prensa. Basado en su revisión de los memorandos sobre tortura, Goldsmith concluyó que eran jurídicamente defectuosos y debían ser retirados. En su libro del año 2007 titulado “The Terror Presidency” (La Presidencia del Terror), Goldsmith los llamó "argumentos jurídicos precipitados y unilaterales". Goldsmith dice que había decidido revocar lo que la CIA había llamado su "escudo de oro" contra procesamientos, seis meses antes de que se dieran a conocer los abusos en Abu Ghraib. Goldsmith estaba trabajando en el problema cuando el escándalo y la filtración del memorando precipitaron la decisión final.
Cuando Goldsmith llevó su decisión de Consejero de la Casa Blanca Alberto R. Gonzales y al Vice Asesor Presidencial David Addington, escribió Goldsmith, Gonzales parecía "perplejo y un poco preocupado”, mientras que Addington "estaba simplemente loco". Goldsmith presentó su renuncia al mismo tiempo.
Reflexionando acerca de los memos sobre tortura como si se tratara de un cuento aleccionador, Goldsmith escribió en sus memorias de 2007:
¿Cómo pudo pasar esto? ¿Cómo pudo haber escrito la Oficina de Asesoría Legal opiniones que, cuando semanas después se reveló a las mundo el escándalo de Abu Ghraib, hicieron parecer como si el gobierno estuviera dando aprobación oficial a la tortura, y trajeron tal deshonra a los Estados Unidos, al gobierno de Bush, al Departamento de Justicia y a la CIA? ¿Cómo podrían sus opiniones reflejar tal mal criterio, ser tan mal razonadas y tener tal tono terrible? ... La principal explicación es el miedo [de un nuevo ataque]. El miedo explica por qué la OLC empujó el sobre. Y al empujar el sobre, la OLC tomó atajos en sus procedimientos de opinión por escrito.
La permanencia de Goldsmith en la OLC fue de diez meses. Según sus palabras, renunció por varias razones, pero la principal fue que, como consecuencia de la retirada de los memorandos sobre tortura, "personas importantes dentro de la administración habían llegado a cuestionar mi ... fiabilidad." Fue incapaz de finalizar las opiniones legales para reemplazar los memorandos sobre tortura antes retirados, por lo que la tarea cayó a sus sucesores. Pero, más adelante ese mismo año, su sucesor en la OLC emitió una opinión legal que cambió la definición muy estrecha de tortura, establecida en las opiniones legales originales de la administración Bush sobre este tema.

## Revisión de la opinión legal en diciembre de 2004
La opinión legal sustitutiva emitida por la OLC el 30 de diciembre de 2004, "Definición de la tortura en 18 U.S.C. §§ 2340-2340A" escrita por Daniel Levin, entonces Secretario de Justicia Auxiliar de la OLC, removió la estrecha definición que los memos establecían de tortura. Señaló, "si bien nosotros hemos identificado varios desacuerdos con el Memorando agosto de 2002, hemos revisado las opiniones anteriores de esta Oficina en el abordaje de cuestiones relacionadas con el tratamiento de los detenidos y no creemos que ninguna de sus conclusiones sería diferente bajo las normas establecidas en el presente memorando."

## Otros memorandos relacionados
En 2005 los abogados de la CIA revisaron las cintas de vídeo de los interrogatorios de los detenidos. Cada vez más preocupados por las implicaciones legales de sus prácticas, John Rizzo, entonces Asesor General interino de la agencia, solicitó a la Oficina de Asesoría Legal del Departamento de Justicia, nuevas opiniones legales sobre el uso de estas técnicas. Steven G. Bradbury como jefe de la Oficina del Asesor Jurídico firmó tres memorandos emitidos en mayo de 2005 indicando a la CIA que las técnicas podrían ser utilizadas, de acuerdo con ciertas limitaciones. La Oficina del Asesor Jurídico dijo que las técnicas no violaban la Convención de Naciones Unidas contra la Tortura, tal como había sido ratificada por los Estados Unidos en 1994. Ese año, la CIA destruyó las cintas de vídeo de los interrogatorios.

## Revisión de opiniones legales del año 2009
Hacia el final de la administración Bush, Bradbury firmó dos memorandos explicando que durante su mandato, la OLC había determinado que ciertas proposiciones jurídicas indicadas en diez opiniones legales previas, emitidas entre 2001 y 2003 por la misma OLC, relacionadas con el poder ejecutivo en la guerra contra el terrorismo, ya no reflejaban las opiniones vigentes de la OLC. Sus memorandos informaban que los 10 dictámenes anteriores "no deben ser tratados como autoritativos para cualquier propósito" y además explicó que algunas de las opiniones subyacentes se habían retirado o reemplazado y que el Ejecutivo "debe tener precaución … antes de confiar en otros aspectos” en las otras opiniones legales que no habían sido sustituidas o retiradas.
En el memorando del 15 de enero de 2009 titulado “Memorando sobre el estado de ciertas opiniones de la O.L.C. dadas como consecuencia de los ataques terroristas del 11 de septiembre de 2001”, Steven G. Bradbury, Jefe interino de la Oficina del Asesor Jurídico entre el 2005 y el 20 de enero de 2009 durante la administración Bush, declaró: 

También hemos expresado nuestro desacuerdo con las afirmaciones específicas extraídas del memorando Opinión sobre Interrogatorios del 01/08/02: el memorando del 1 de agosto 2002 argumentaba que "cualquier esfuerzo del Congreso para regular el interrogatorio de combatientes del campo de batalla, violaría la adquisición de derechos que la Constitución deposita en el Presidente como autoridad única como Comandante en Jefe." No estoy de acuerdo con esa opinión

 y, además, que 

La prohibición federal sobre la tortura, ley 18 U.S.C. §§ 2340-2340A, es constitucional y creo que se aplica con carácter general al tema de la detención y el interrogatorio de los detenidos llevados a cabo de conformidad con el Presidente en su autoridad como Comandante. La declaración en sentido contrario del memorándum del 1 de agosto 2002, citado anteriormente, ha sido retirada y sustituida, junto con la totalidad del memorándum, y en cualquier caso no encuentro que esa declaración sea convincente. El Presidente, al igual que todos los funcionarios del Gobierno, no está por encima de la ley. Él tiene el deber bajo juramento de preservar, proteger y defender la Constitución y ejecutar las leyes de los Estados Unidos con fidelidad, de conformidad con la Constitución.

## El presidente Obama repudia los memorandos sobre la tortura
El 22 de enero de 2009, dos días después de asumir su cargo, el presidente Barack Obama anuló, por medio de una Orden Ejecutiva, todas las directrices anteriores de la OLC acerca de "la detención o el interrogatorio de personas detenidas" y ordenó que ninguna agencia del gobierno se basara en “cualquiera” de opiniones que la OLC emitiera entre 2001 y 2009 sobre ese tema. Él había declarado poco antes de asumir el cargo "bajo mi gobierno Estados Unidos no tortura."
El abril de 2009, el presidente Obama dio a conocer versiones censuradas de los memorandos sobre tortura. Poco después, dijo que su gobierno no sometería a juicio a los autores de los memorandos, ni al personal de la CIA o del Departamento de Defensa o contratistas que llevaron a cabo los actos descritos en ellos, basados en la creencia de que actuaban dentro de la legalidad. No obstante esta afirmación, en agosto de 2009 el Departamento de Justicia anunció que todos aquellos que hubieran sobrepasado las "técnicas" aprobadas, podrían enfrentar un proceso judicial . La investigación de tales acciones desarrollada por el Departamento de Justicia continuó en el año 2010.

## Respuestas a los memorandos sobre tortura
Los memorandos sobre tortura definen lo que se llamó “técnicas de interrogatorio mejoradas”, incluyendo el “submarino”, prácticas que actualmente el Departamento de Justicia considera tortura. Organizaciones humanitarias como Amnistía Internacional, o el Observatorio de Derechos Humanos (Human Rights Watch), entre otras, hicieron pública su posición, de manera similar a lo expresado en distintos ámbitos por médicos expertos en el tratamiento de víctimas de tortura.
Algunos oficiales de inteligencia, jueces de tribunales militares, e incluso aliados de los Estados Unidos manifestaron su posición acerca del tema en diversos medios. En 2009 un juez español consideró la realización de una investigación por el delito de crimen de guerra contra Bybee y otras cinco figuras del gobierno de Bush, pero el fiscal general de España recomendó no hacerlo. Bybee fue investigado por la Oficina de Responsabilidad Profesional del Departamento de Justicia.
Jack Goldsmith, que sucedió a Bybee como jefe de la Oficina de Asesoría Legal, retiró los memos de tortura en junio de 2004, semanas antes de dimitir de su cargo. Más adelante dijo que estaba "asombrado" por el "profundamente defectuoso" y "descuidado razonamiento" del análisis jurídico de los memorandos.
David Luban, profesor de derecho en la Facultad de Derecho de Georgetown, prestó su testimonio ante el Congreso el 13 de mayo de 2009, afirmando que los memorandos fueron "un choque de trenes ético" y que se habían redactado como "ingeniería inversa" para la defensa de acciones ilegales ya cometidas.

### Investigación de la Oficina de Responsabilidad Profesional del Departamento de Justicia
En el año 2009, la Oficina de Responsabilidad Profesional (OPR, por sus siglas en inglés), del Departamento de Justicia examinó la labor del autor principal John Yoo, entonces profesor de derecho en la Universidad de California, Berkeley y del firmante Jay Bybee, entonces juez federal, para determinar si el consejo dado "era coherente con las normas profesionales que se aplican a los abogados del Departamento de Justicia". John Yoo fue posteriormente criticado con dureza por el Departamento de Justicia por no citar los precedentes legales y la jurisprudencia existente al redactar sus memorandos. En particular, el informe del Departamento de Justicia de 2009 condena a Yoo por no citar el caso Youngstown Sheet & Tube Co. vs. Sawyer, un antecedente fundamental acerca de los poderes del Poder Ejecutivo en tiempos de guerra.
En su informe final de 261 páginas, la Oficina de Responsabilidad Profesional concluyó que ascendieron a falta profesional las opiniones legales que justificaron el “submarino” y otras tácticas de interrogatorio para ser usadas en los sospechosos de Al Qaeda que estaban bajo custodia de Estados Unidos. El informe dijo que Yoo, en particular, "a sabiendas, falló en proporcionar una investigación exhaustiva, objetiva y sincera interpretación de la ley”, y recomendó su remisión al Colegio de Abogados a fin de tomar acción disciplinaria.
Pero, en un memorando de fecha 5 de enero del 2010 dirigido al fiscal general Eric Holder, David Margolis, el principal abogado del Departamento de Justicia que asesora a cargos políticos, derogó la remisión recomendada por la Oficina de Responsabilidad Profesional. En su nota, Margolis se mostró cuidadoso de evitar "un respaldo a la labor jurídica", dijo que era "defectuosa" y que "contenía errores más que mínimos"; sin embargo concluyó que Yoo había ejercido "falta de criterio", que no llega al nivel de la "mala conducta profesional" necesaria para autorizar a la Oficina de Responsabilidad Profesional a remitir sus conclusiones a las autoridades disciplinarias del Colegio de Abogados.
El 26 de febrero de 2010,  The New York Times informó que el Departamento de Justicia había revelado que se habían extraviado numerosos archivos de correo electrónico en relación con las decisiones de ese período y que dichos archivos no habían estado a disposición de la investigación de la OPR. Estos incluyen la mayor parte de los registros de correo electrónico de Yoo, así como un "mes de archivos de correo electrónico desde el verano de 2002 dirigidos a Patrick F. Philbin, otro abogado funcionario político del Departamento de Justicia, que trabajó en las opiniones legales sobre interrogatorios. Esos mensajes de correo electrónico perdidos se produjeron en un lapso durante el cual se estaban preparando dos memorandos críticos sobre interrogatorios".

### Críticas
El memorando del 1 de agosto de 2002 ha sido ampliamente criticado, incluso al interior de la administración Bush. Colin Powell, entonces Secretario de Estado, se opuso firmemente a la invalidación de los Convenios de Ginebra mientras que Alberto J. Mora, Asesor General de la Armada, actuó internamente contra lo que consideró el "razonamiento jurídico catastróficamente pobre" y el extremismo peligroso de las opiniones legales de Yoo.
En 2009 Philip D. Zelikow, el exasesor jurídico del Departamento de Estado de Condoleezza Rice, testificó ante el Comité Judicial del Senado,
 Me parecía que la interpretación hecha por la OLC acerca del Derecho Constitucional de los Estados Unidos en esta área, era forzada e indefendible. No podía imaginar a ninguna corte federal en Estados Unidos acordando que la totalidad del programa de la CIA podría llevarse a cabo y que no violaría la Constitución estadounidense.
Zelikow denunció que los funcionarios de la administración Bush no sólo ignoraron sus memorandos sobre el tema, sino que trataron de destruirlos.
En junio de 2004, el memo fue anulado por Jack Goldsmith, que había sido designado en octubre de 2003 como máxima autoridad de la OLC. Goldsmith había aconsejado anteriormente a las agencias no seguir los tres memorandos de agosto de 2002. Expresó que el contenido era "profundamente defectuoso" y "descuidadamente razonado" Al examinar las cuestiones en 2007, tras la publicación de su libro de memorias sobre su servicio en el gobierno de Bush, Goldsmith afirmó que él "no había determinado que las técnicas subyacentes fueran ilegales". Continúa: "Yo no estaba en la situación de hacer un dictamen independiente sobre las otras técnicas. Desde luego, no creo que fueran ilegales, pero tampoco pude obtener una opinión de que fueran legales."
En 2004, el periodista Robert Scheer se preguntó si el nombramiento de Bybee a un trabajo para toda la vida como juez federal, fue la recompensa por escribir los memorandos sobre tortura. En su columna en el “Los Angeles Times”, Scheer escribió: "¿Fue como una recompensa por tal pensamiento jurídico audaz que sólo meses después Bybee fuera nombrado para uno de las bancas judiciales más importantes del país?" Scheer escribió: "El memorando Bybee no es un poco de ejercicio excéntrico en el relativismo moral, sino que ofrece la explicación más coherente de cómo esta administración Bush llegó a creer que para asegurar la libertad y la seguridad en el hogar y en el extranjero, debería imitar las tácticas de dictadores brutales”.
En su testimonio ante el Congreso en el año 2005, Harold Hongju Koh, decano de la Facultad de Derecho de Yale y exsecretario Adjunto de Derechos Humanos en el gobierno de Bill Clinton, calificó el memorando del 1 de agosto de 2002 como “tal vez la opinión legal más claramente errónea que he leído”, que “sobrevalora groseramente el poder constitucional del presidente”. John Dean, exasesor de la Casa Blanca en el período de la administración de Nixon e involucrado en el escándalo Watergate, concluyó en 2005 que el memorando era equivalente a la evidencia de un crimen de guerra. Señaló que, después de que el memorando se conociera “la Casa Blanca 'dejó colgado' al Juez Bybee", (significando con esto que lo abandonó a su suerte, restándole apoyo).
El 9 de marzo de 2006, al salir de una charla cerrada en la Escuela de Derecho de Harvard patrocinada por el capítulo estudiantil de la Sociedad Federalista, Bybee fue confrontado por un grupo de alrededor de treinta y cinco manifestantes.
En octubre de 2007, Malcolm Nance escribió una entrada en el blog “Small Wars Journal” titulada "El submariono es tortura ... Punto". Nance era un especialista en contraterrorismo de la marina americana y testificó ante un subcomité jurídico de la Cámara acerca de las prácticas de tortura estadounidenses. Manifestó que si bien no tenía título de abogado o ejercía ningún poder político, había "ejecutado personalmente, sido testigo y supervisado el submarino de cientos de personas" durante su período como instructor en el programa Supervivencia, Evasión, Resistencia y Escape (SERE). El párrafo final de su entrada pide que “los líderes del Congreso de ambos lados  ... defiendan los valores estadounidenses y especifiquen claramente que el interrogatorio coercitivo mediante el submarino es tortura y, a excepción de ejemplos limitados en el entrenamiento de nuestros miembros del servicio y oficiales de inteligencia, debe detenerse por completo y finalmente - ah, y esta vez sin una declaración con la firma del presidente reinterpretando la ley”
Douglas Kmiec, profesor de derecho en la Universidad de Pepperdine, ha declarado que en última instancia, el memo "no produjo ningún daño jurídico a largo plazo, ya que volvió a redactarse y no es jurídicamente vinculante".
En marzo de 2009 Baltasar Garzón, un juez español que ha trabajado en acusaciones internacionales por crímenes de guerra contra otras figuras de alto perfil, consideró la presentación de cargos contra Bybee y otros cinco exfuncionarios de la administración Bush. 
Los otros cinco funcionarios que, junto con Jay Bybee formaron lo que dio en llamarse el 'sexteto Bush' o 'The Bush Six', fueron Alberto Gonzales, exasesor de la Casa Blanca y procurador general de EE. UU.; David Addington, exjefe de gabinete y antiguo consejero del exvicepresidente Dick Cheney; John Yoo, exabogado del Departamento de Justicia; Douglas Feith, exsubsecretario de Defensa para Asuntos Legales y William Haynes II, exconsejero general de la Oficina del departamento de Defensa.
El 17 de abril de 2009, el fiscal general español Cándido Conde-Pumpido emitió una recomendación no vinculante en contra de la investigación.
El 19 de abril de 2009, un editorial de “The New York Times”, dijo que Bybee es "no apto para un trabajo que requiere buen juicio legal y respeto a la Constitución" y pidió su destitución. Amigos de Bybee han indicado que el jurista lamenta en privado insuficiencias del polémico memorando y su creciente notoriedad. En respuesta a las críticas, Bybee dijo a “The New York Times” que su firma en las controvertidas opiniones legales se “basó en nuestro análisis de buena fe de la ley”. Al abordar los informes acerca de sus sentimientos posteriores, en el mismo artículo dijo que él hubiera hecho algunas cosas de manera diferente, como aclarar y darle agudeza al análisis de algunas de sus respuestas, de modo de facilitar que el público tuviera una mayor comprensión en retrospectiva aobre la base de sus conclusiones.
En otro artículo del 25 de abril de 2009 del  Washington Post se cita a Patrick J. Leahy, presidente del comité de asuntos jurídicos del Senado: "Si el gobierno de Bush y el Sr. Bybee habían dicho la verdad, él nunca debió haber sido confirmado”, y agregó que "lo decente y honorable que él podría hacer sería renunciar [a la Corte de Apelaciones del 9º Circuito]”. Cuatro días más tarde, el senador Leahy envió una carta al juez Jay S. Bybee invitándolo a dar testimonio ante el Comité Judicial en relación con su papel en la redacción de los memorandos legales que autorizan el uso de técnicas de interrogatorio duras, mientras se desempeñaba como fiscal general de la OLC. Bybee “declinó responder” a la comunicación.
Se cita una declaración sobre Bybee de la Jueza Betty Binns Fletcher, miembro de la Corte de Apelaciones del Noveno Circuito de Estados Unidos durante 30 años hasta su muerte en 2012:
Él es un conservador moderado, muy brillante y siempre atento al registro y la ley aplicable. No he hablado con otros jueces sobre su memorando sobre la tortura, pero a mí me parece totalmente fuera de lugar e inexplicable que hubiera firmado un documento de este tipo.
El hecho de que el presidente Obama manifestara su repudio a las prácticas de interrogatorio avaladas por los memorandos sobre tortura y, al mismo tiempo, afirmara su decisión de no impulsar acciones legales contra las personas involucradas en la redacción de los memorandos o bien en la ejecución de dichas prácticas, produjo un gran número de críticas de parte de diversos sectores, que expresaron su disconformidad por lo que podría considerarse una posición ambivalente.